# Vieux château de Peteghem
Le Vieux château de Peteghem est un château à Peteghem-sur-l'Escaut (Wortegem-Petegem). Il s'agissait auparavant d'un château entouré de douves situé sur la rive gauche d'un méandre de l'Escaut aujourd'hui coupé.

## Historique de la construction
Au début du Moyen Âge, se trouvaient ici les ruines de l'un des plus anciens châteaux de Flandre. Un diplôme remis par Charles le Chauve en 864 indique que ce château était habité par les rois francs de la deuxième maison royale. Guy de Dampierre aurait transformé l'ancienne forteresse en château. Une présence humaine au VIIIe siècle sur le site a été confirmée par des fouilles.
"'t Oud Kasteel" a été construit en 1789-1790 sur les ruines du château fort, à la demande de Judocus Clemmen. L'édifice rectangulaire en briques et pierres crépies de style Louis XVI était flanqué de remises à calèches (à l'ouest du château elles ont été conservées). En 1847, le nouveau château de Peteghem est construit à côté de l'ancien château. Après les bombardements de la Première Guerre mondiale (1918), le château a été en grande partie démoli. L'étage restant a été adapté avec un toit en bâtière de tuiles et des pignons à gradins latéraux.

## Galerie

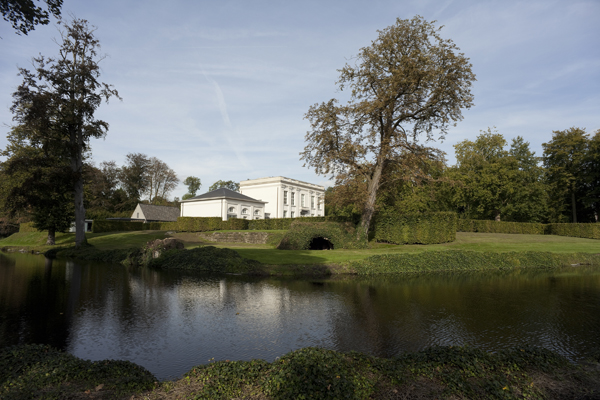
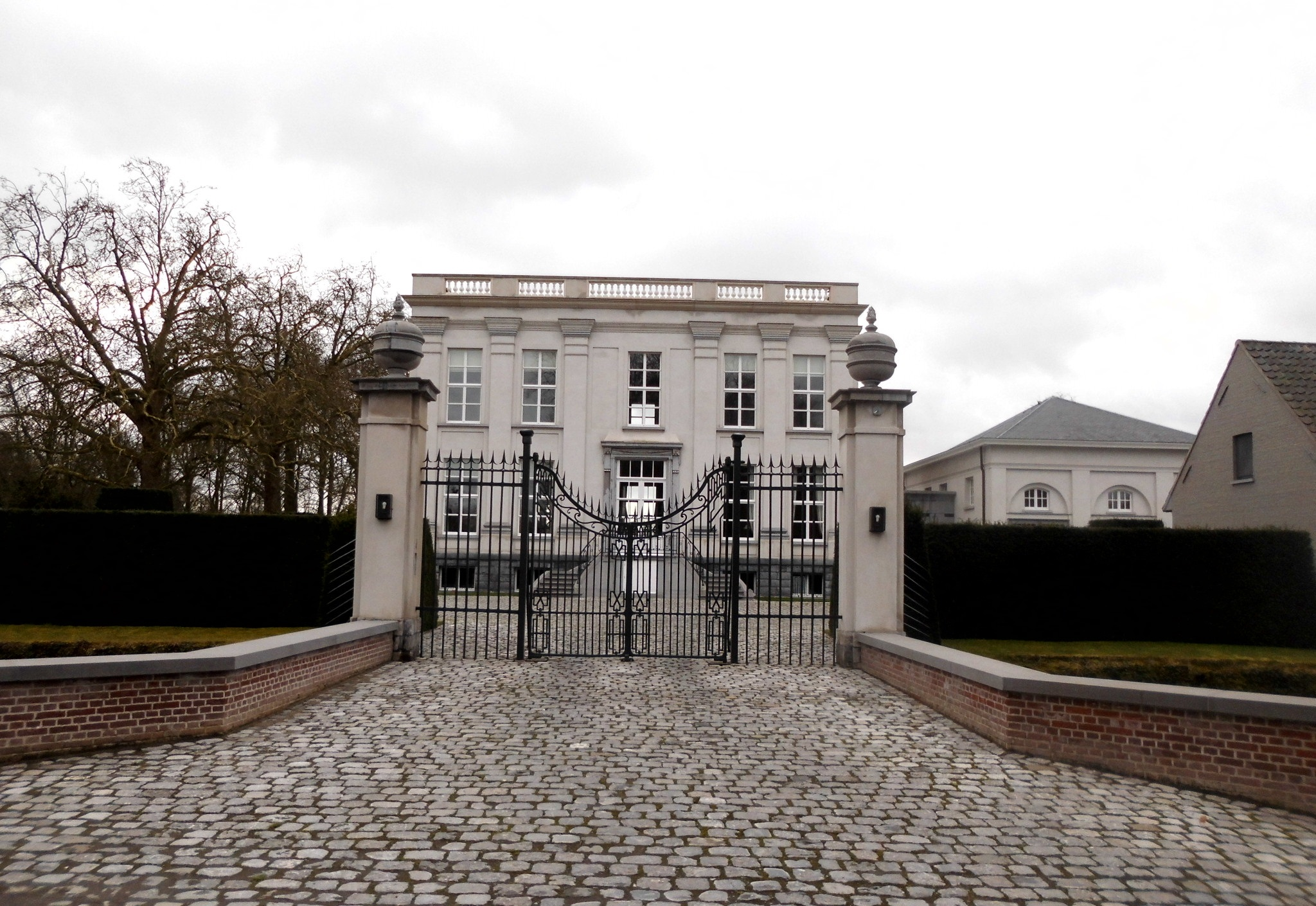
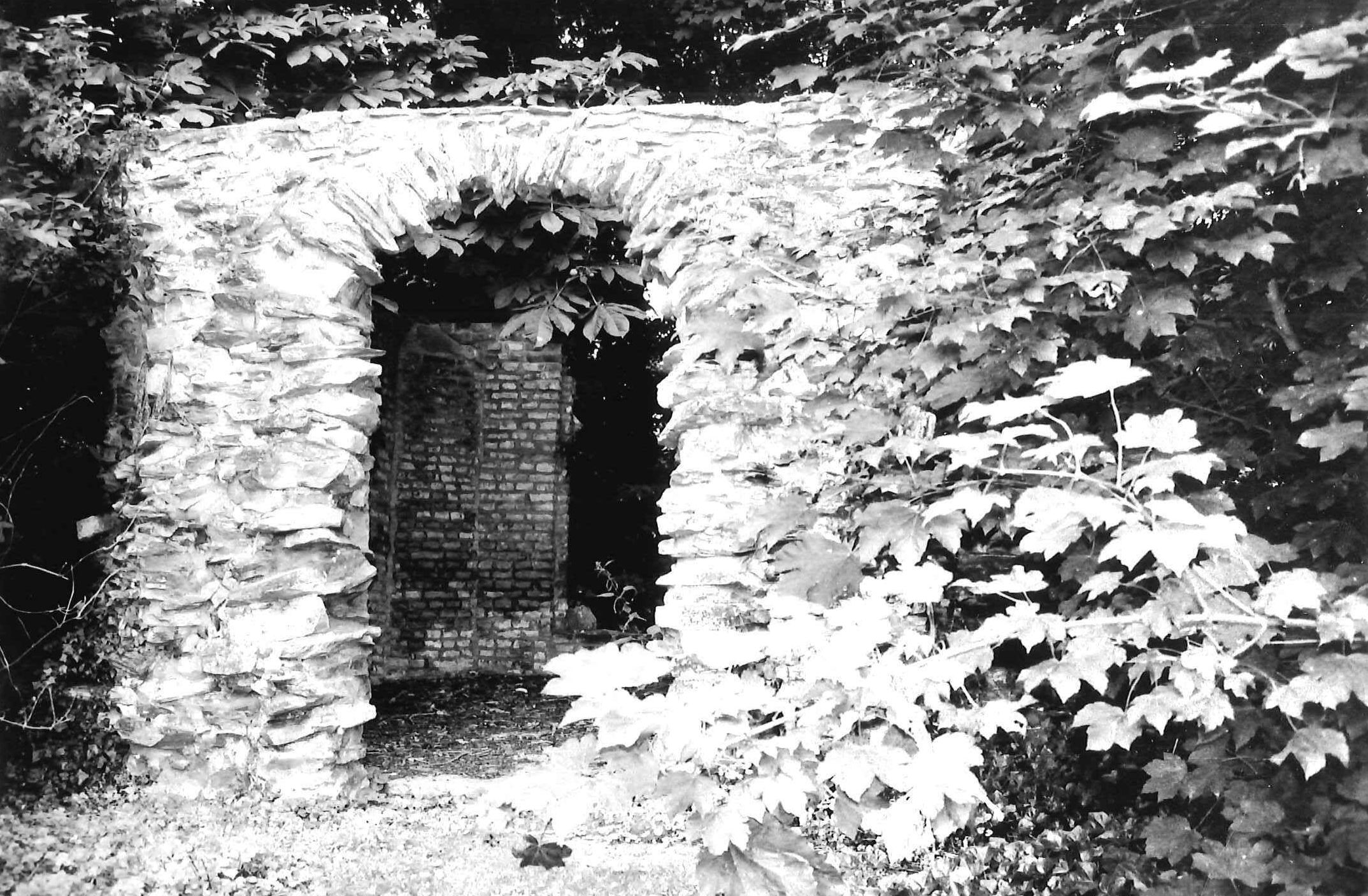